# Uniwersytet Medyczny w Wiedniu
Uniwersytet Medyczny w Wiedniu, Medizinische Universität Wien, MUW – austriacka państwowa uczelnia wyższa z siedzibą w Wiedniu. 